# Chickering
Chickering is een buurtschap in het Engelse graafschap Suffolk. Het maakt deel uit van de civil parish Wingfield. Chickering komt in het Domesday Book (1086) voor als 'Ciccheli(n)ga' / 'Cikelinga' / 'Citiringa'. Er werd gewag gemaakt van een bevolking van 13 huishoudens en een belastingopbrengst van 1,8 geld. Een zeventiende-eeuwse boerderij met de naam 'Chickering Hall' staat op de Britse monumentenlijst.